# 皮姓
皮姓為漢字姓氏之一，於大中華圈及朝鮮半島均有分布，在《百家姓》中排名第85位。

## 起源
1. 出自樊姓，卿士樊仲皮之後代，以其名為氏。
2. 出自鄭國大夫子皮，以其名為氏。

## 延伸阅读
[在维基数据编辑]
 《百家姓》
 《欽定古今圖書集成·明倫彙編·氏族典·皮姓部》，出自陈梦雷《古今圖書集成》